# Гадд Олександр Оттович
Олекса́ндр О́ттович Га́дд (*12 (24) лютого 1875 , Кронштадт— † 26 грудня 1960, Гельсінкі) — військовий діяч часів Української Держави, контрадмірал, товариш (заступник) міністра Морських справ Української Держави.

## Життєпис
1895 року закінчив Морський корпус. Служив на Балтійському флоті.
Закінчив водолазну школу (1902), Мінні офіцерські класи (1904) та Курси підводного плавання (1907).
Офіцер підводного плавання. Командир підводних човнів «Осетр» (1904), «Сіг» (1905—1907), «Макрель» (1907), «Крокодил» (1907—1908), «Кайман» (1908—1910).
У 1910 році деякий час виконував обов'язки керівника 2-го дивізіону підводних човнів Балтійського моря.
Переводиться на Чорноморський флот. В 1910 — 1912 роках — Керівник дивізіону підводних човнів Чорного моря. Згодом командував канонірськими човнами «Донец», «Кубанец», ескадреним міноносцем «Дерзкий».
Командир крейсера «Пам'ять Меркурія». Брав участь у бойових діях під час Першої Світової війни. За бойові заслуги 30 липня 1915 року — присвоєно звання Капитану 1 рангу.
1916 року нагороджений Георгієвською зброєю.
Після Лютневої революції 1917 року — підтримує процес українізації Чорноморського флоту.
Після приходу до влади Гетьмана Павла Скоропадського активно включається в процес розбудови Військово-морських сил Української Держави.
У липні 1918 року адмірал Андрій Покровський віддав наказ по флоту про формування бригади морських тральщиків в Одесі та призначив її командиром контрадмірала О. Гадда. Стараннями Олександра Гадда, таку бригаду було швидко сформовано. Вона складалася з трьох дивізіонів: першим командував лейтенант Опанасенко, другим — лейтенант Кривицький, а третім — старший лейтенант Благовєщенський.
контрадмірал покладенне на нього завдання виконав успішно — до кінця липня одеський порт і фарватер були повністю очищені від мін. Військовий флот надійно забезпечив морські перевезення, і до кінця 1918 року жодне торгове судно не підірвалося на мінах.
Восени, після повернення німцями більшості кораблів Чорноморського флоту до складу Українських військово-морських сил, 11 листопада 1918 року було оголошено наказ Гетьмана про затвердження бойового складу флоту, а також про призов на службу офіцерів та матросів, звільнених під час захоплення німцями кораблів.
14 листопада 1918 року Андрія Покровського було призначено Міністром морських справ Української Держави, а його заступниками стали: контрадмірал Микола Максимов в Одесі та контрадмірал Олександр Гадд у Києві.
Після антигетьманського повстання Директорії та окупації півдня України військами Антанти перебуває у Севастополі.
1920 року емігрує до Константинополя. Переїздить до Варни, згодом до Парижу. Член Паризької кают-компанії (1924—1930).
Останні роки жив у Гельсінкі. Помер 26 грудня 1960 року.